# اللجنة الأولمبية السورية
اللجنة الاولمبية السورية هي اللجنة الاولمبية الوطنية في سوريا لحركة الألعاب الاولمبية وهي منظمة ليست ربحية وهي تختار الاعبيين الفرث لتمثيل سوريا وتجمع الاموال لأرسال الاحداث الاولمبية وتنظيمها.

## أنظر أيضآ
سوريا في الألعاب الأولمبية

## وصلات خارجية
http://www.syriaolymp.org
قالب:رياضة في سوريا